# Okolište (Svrljig)
Okolište (Servisch cyrillisch Околиште) is een plaats in de Servische gemeente Svrljig. De plaats telt 141 inwoners (2002).